# عربة CUCV II
عربة CUCV II (بالإنجليزية: Commercial Utility Cargo Vehicle)‏ تستخدم لنقل البضائع التجارية، وهي عبارة عن برنامج مركبة تم إنشاؤه لتزويد الجيش الأمريكي بسيارات خدمات خفيفة على أساس الشاحنات المدنية.
| الجسم والهيكل                      |
| ---------------------------------- |
| 2-door pickup                      |
| صانع دودج سنوات النموذج1967-1977   |
| توليد القوة                        |
| محرك كرايسلر 318 مكعب بوصة محرك V8 |
| الناقل 727-3 سرعات أوتوماتيكية     |

## العاملين
- كندا
- لبنان
- الولايات المتحدة